# Аминов, Халлак
Халла́к Ами́нов (20 апреля [3 мая] 1915 — 7 июня 1993) — участник Великой Отечественной войны, командир отделения 60-го гвардейского кавалерийского полка 16-й гвардейской Черниговской кавалерийской дивизии, сформированной в декабре 1941 года в городе Уфе, как 112-я Башкирская кавалерийская дивизия, 7-го гвардейского кавалерийского корпуса 61-й армии Центрального фронта, Герой Советского Союза (15.01.1944), гвардии красноармеец.

## Биография
Родился 20 апреля (3 мая) 1915 года в кишлаке Искагари в крестьянской семье. По национальности узбек. Член ВКП(б)/КПСС с 1946 года. По окончании неполной средней школы работал бригадиром в колхозе.
В Красной Армии с декабря 1941 года, а с ноября 1942 года — в действующей армии. Командир отделения кавалерийского полка гвардии красноармеец Халлак Аминов особо отличился 27 сентября 1943 года, когда в числе первых форсировал Днепр в районе пгт Комарин (Гомельская область). Его отделение закрепилось на захваченном плацдарме и содействовало переправе эскадрона.
Указом Президиума Верховного Совета СССР «О присвоении звания Героя Советского Союза генералам, офицерскому, сержантскому и рядовому составу Красной Армии» от 15 января 1944 года
за образцовое выполнение боевых заданий Командования на фронте борьбы с немецкими захватчиками и проявленные при этом отвагу и геройство

гвардии красноармейцу Аминову Халлаку присвоено звание Героя Советского Союза с вручением ордена Ленина и медали «Золотая Звезда» (№ 4038).
После войны демобилизовался и вернулся на родину. Жил и работал в кишлаке Искагари. Умер 7 июня 1993 года.

## Награды
- Медаль «Золотая Звезда» Героя Советского Союза (№ 4038) (15.01.1944)[2]
- Орден Ленина (15.01.1944)
- Орден Отечественной войны I степени
- Орден «Знак Почёта» (16.01.1950)[5]
- Медали, в том числе:
  - Медаль «За Победу над Германией в Великой Отечественной войне 1941—1945 гг.»
  - Юбилейная медаль «Двадцать лет Победы в Великой Отечественной войне 1941—1945 гг.»
  - Юбилейная медаль «Тридцать лет Победы в Великой Отечественной войне 1941—1945 гг.»
  - Юбилейная медаль «Сорок лет Победы в Великой Отечественной войне 1941—1945 гг.»

## Память
- Имя Халлака Аминова высечено золотыми буквами на мемориальных досках вместе с именами всех 78-ми Героев Советского Союза 112-й Башкирской (16-й гвардейской Черниговской) кавалерийской дивизии, установленных на здании Национального музея Республики Башкортостан и в музее 112-й (16-й гвардейской) Башкирской кавалерийской дивизии в Уфе.